# Matías Rodríguez
Matías Rodríguez, vollständiger Name Matías Nicolás Rodríguez, (* 14. April 1986 in Buenos Aires) ist ein argentinischer Fußballspieler.

## Karriere
Der 1,78 Meter große Mittelfeldakteur Rodriguez spielte bis 2006 zunächst im Nachwuchsteam der Boca Juniors. In jenem Jahr wechselte er zum Barcelona Sporting Club nach Ecuador. Vom seinerzeit durch Vereinspräsident Galo Roggiero geführten Klub, bei dem er einen Vertrag für drei Spielzeiten unterschrieben hatte, wurde er noch im selben Jahr leihweise an Universidad Católica del Ecuador abgegeben. Dort fand er kaum Berücksichtigung und wurde zur Jahresmitte 2006 an den SD Aucas ausgeliehen. Dabei werden als leihgebener Klub auch die Boca Juniors geführt. Anfang Januar 2008 folgte eine weitere Leihstation beim österreichischen Klub LASK Linz. Mitte des Jahres nahm ihn Nacional Montevideo unter Vertrag. Mit den „Bolsos“ wurde er Uruguayischer Meister der Spielzeit 2008/09, wozu er mit einem Ligatreffer beitrug. Siebenmal (kein Tor) lief er zudem in der Copa Libertadores 2009 auf. In der Apertura 2009 kam er 13-mal in der Primera División zum Einsatz und erzielte zwei Treffer. Andere Quellen führen für den Zugehörigkeitszeitraum zum uruguayischen Team 36 Ligaeinsätze und lediglich zwei erzielte Tore an.
Von Januar 2010 bis Ende Januar 2013 spielte er für CF Universidad de Chile. Die Statistik weist in diesem Zeitraum 22 Tore bei 97 Erstligaeinsätzen und 13 absolvierte Partien (zwei Tore) in der Copa Chile für ihn aus. Er gewann mit dem Klub die Copa Sudamericana 2011. Anschließend wechselte er zu Sampdoria Genua. Dort kam er – jeweils ohne persönlichen Torerfolg – saisonübergreifend zu drei Einsätzen in der Serie A und bestritt zwei Begegnungen der Coppa Italia. Anfang Juli 2014 liehen ihn die Italiener an Grêmio Porto Alegre aus. Für den brasilianischen Verein lief er in 25 Ligaspielen (Gaucho 1: 15 Spiele / kein Tor; Série A: 10/1) auf und schoss ein Tor. Auch vier Einsätze in der Copa do Brasil stehen für ihn zu Buche. Mitte 2015 trat er ein erneutes Engagement bei Universidad de Chile an. Dort trug er mit acht Pokaleinsätzen (ein Tor) zum Gewinn der Copa Chile 2015 bei. Bei dem Klub blieb er bis 2021, dann wechselte er im März des Jahres zu CSD Defensa y Justicia. Der Vertrag erhielt eine Laufzeit bis Ende des Jahres. Im Februar 2022 wurde sein Vertrag bis Jahresende verlängert.

## Erfolge
- Uruguayischer Meister: 2008/09
- Copa Sudamericana: 2011
- Copa Chile: 2015
- Recopa Sudamericana: 2021